# Terrell Davis
Terrell Davis (San Diego, 28 ottobre 1972) è un ex giocatore di football americano statunitense che ha militato nel ruolo di running back per tutta la carriera con i Denver Broncos della National Football League (NFL). Nel 2017 è stato introdotto nella Pro Football Hall of Fame.
Dopo avere giocato al college a football all'Università della Georgia, fu scelto nel corso del sesto giro (196º assoluto) del Draft NFL 1995. Con i Broncos ha vinto due Super Bowl consecutivi, il XXXII e il XXXIII. Nel 1998 ha vinto il premio come miglior giocatore della stagione regolare e del Super Bowl. Davis è il leader di tutti i tempi dei Broncos per yard corse con 7.607. Davis, Elway e Peyton Manning sono gli unici giocatori della storia di Denver ad aver vinto il titolo di MVP della lega.
Dopo la stagione 1998, Davis fu tartassato dagli infortuni e si vide in azione raramente. In 1999 si ruppe due legamenti durante una partita coi New York Jets che lo tennero fuori tutta la stagione. Nel 2001 giocò solo otto partite a causa di un intervento in artroscopia ad entrambe le ginocchia. Si ritirò durante la pre-stagione del 2002.

## Carriera professionistica

### Denver Broncos
Nel 1995, il nuovo capo-allenatore dei Denver Broncos Mike Shanahan scelse Davis nel corso del sesto giro del draft 1995. Davis iniziò il training camp come il sesto tailback nelle gerarchie della squadra ma impressionò lo staff dei Broncos dopo la seconda gara di pre-stagione, segnando un touchdown come membro degli special team. Davis continuò a migliorare in ogni gara della pre-stagione e fu promosso a running back titolare per la gara di apertura della stagione. Con Davis come running back, i Broncos aggiunsero quel potente gioco sulle corse che mancava loro. Giocò come titolare 14 gare nella stagione 1995, portando la palla 237 volte, con una media di 4,7 yard per corsa e segnando 8 touchdown. Davis terminò la stagione con 1.117 yard corse, diventando il giocatore scelto più in basso della storia a correre oltre mille yard nella sua stagione da rookie.
Nel 1996, Davis firmò un lucrativo nuovo contratto quinquennale coi Broncos del valore di 6,8 milioni di dollari. Quella stagione corse 1.538 yard, stabilendo un nuovo primato stagionale di franchigia per touchdown su corsa con 13. I Broncos terminarono la stagione con un record di 13–3, il migliore della lega quella stagione alla pari dei Green Bay Packers.

#### Super Bowl XXXII
Dopo la stagione regolare 1997, i Broncos che avevano chiuso 12-4 raggiunsero il Super Bowl. Non solo il club aveva perduto tutte le sue quattro precedenti apparizioni in finale, ma le squadre della AFC venivano da una striscia di 13 sconfitte consecutive contro le squadre della NFC. Nel Super Bowl, Davis corse per 157 yard, ricevette 2 passaggi per 8 yard e divenne il primo giocatore della storia a segnare 3 touchdown su corsa nell'evento. Tale prestazione gli permise di vincere il premio di MVP della gara, malgrado una forte emicrania, un disturbo di cui soffriva fin dall'infanzia, che lo aveva costretto a rimanere in panchina durante il secondo quarto.

#### Super Bowl XXXIII
Nel 1998, Davis corse 2.008 yard, all'epoca la terza prestazione stagionale di tutti i tempi. Tale prestazione gli permise di vincere il titolo di MVP della NFL, il terzo titolo consecutivo di miglior corridore della AFC, il titolo di maggior corridore della lega e il secondo titolo di miglior giocatore offensivo dell'anno assegnato dall'Associated Press. Alla fine della stagione, i Broncos batterono gli Atlanta Falcons nel Super Bowl XXXIII, con Davis che corse 102 yard e ne ricevette altre 50.
Il Super Bowl XXXIII fu l'ultima gara di playoff giocata da Davis. Nelle sue 8 gare della postseason giocate dal 1996 al 1998, i suoi numeri furono impressionanti: 204 portate per 1.140 yard e 12 touchdown, oltre a 19 ricezioni per 131 yard. Le sue prestazioni inclusero una striscia di sette gare consecutive da oltre 100 yard corse, tutte vinte dai Broncos, superando il precedente primato di John Riggins (6). Nell'unica gara di playoff in cui Davis non corse 100 yard, egli disputò comunque una partita d'alto livello, correndo 91 yard e un touchdown e ricevendo 7 passaggi per 27 yard.
Davis fu convocato per il Pro Bowl nelle stagioni 1996, '97 e '98. Soprannominato “TD”, rese popolare il “Mile High Salute,” un saluto in stile militare rivolto ai tifosi e compagni di squadra come festeggiamento dopo un touchdown.

#### Ultimi anni
Dopo la stagione 1998, Davis fu tartassato dagli infortuni e si vide in azione sporadicamente. Nel 1999 si ruppe il legamento crociato anteriore e il legamento mediale collaterale del ginocchio destro mentre stava tentando di mettere a segno un placcaggio dopo un intercetto lanciato in una gara contro i New York Jets, nella quarta gara della stagione. Questo infortunio gli fece perdere tutto il resto dell'anno.
Nel 2000, Davis disputò solo cinque gare a causa di un infortunio da stress alla gamba. Nel 2001, disputò solo otto gare a causa di un'operazione in artroscopia a entrambe le ginocchia.
Davis si ritirò durante la pre-stagione del 2002. Uscì dal tunnel con la divisa di gara per l'ultima volta durante la gara di pre-stagione tra Denver e San Francisco 49ers all'Invesco Field at Mile High. Per rispondere alla standing ovation, fece il mile-high salute ai tifosi e fu abbracciato dai compagni di squadra. Dopo essersi diretto a metà campo come unico giocatore dei Broncos per il lancio della monetina, Davis tornò sulla linea laterale. La settimana successiva, dietro sua richiesta, fu inserito in lista infortunati, terminando così la sua stagione e la sua carriera.
Nel corso delle sue prime quattro stagioni, Davis corse 6.413 yard (4,8 yard per corsa) e 56 touchdown. Tra i 24 running back e fullback dell'era moderna della Hall of Fame, solo Earl Campbell (6.457, 4,6 yard per corsa) e Eric Dickerson (6.968, 4,8 yard a corsa) hanno corso più yard nelle loro prime quattro stagioni; nessun altro membro della Hall of Fame ha segnato 56 touchdown come Davis nelle sue prime quattro stagioni. Per le sue prestazioni nei due Super Bowl vinti, ESPN lo ha inserito nella formazione ideale dei primi quarant'anni di storia del Super Bowl. La sua carriera si è chiusa con 7.607 yard corse, 169 ricezioni per 1.280 yard e 65 touchdown (60 su corsa e su 5 ricezione). Lui, John Elway e Peyton Manning sono gli unici giocatori della storia dei Broncos ad essere stati nominati MVP. Davis è uno dei soli sei giocatori ad avere corso oltre mille yard nei playof (1.140) e di questi, è l'unico la cui carriera sia durata meno di dodici stagioni.

## Palmarès

### Franchigia
- Super Bowl : 2

Denver Broncos: Super Bowl XXXII, Super Bowl XXXIII
- American Football Conference Championship: 2

Denver Broncos: 1997, 1998

### Individuale
- MVP del Super Bowl: 1

1997
- MVP della NFL: 1

1998
- Miglior giocatore offensivo dell'anno della NFL: 2

1996, 1998
- Convocazioni al Pro Bowl: 3

1996, 1997, 1998
- First-Team All-Pro: 3

1996, 1997, 1998
- Giocatore offensivo dell'anno della AFC: 2

1997, 1998
- Leader della NFL in touchdown su corsa: 2

1997, 1998
- PFWA All-Rookie Team - 1995
- Club delle 2.000 yard corse in una stagione
- Formazione ideale della NFL degli anni 1990
- Formazione ideale del 50º anniversario dei Denver Broncos
- Pro Football Hall of Fame (Classe del 2017)

## Statistiche
Stagione regolare
| Anno     | Squadra        | Gare | Corse | Corse | Corse | Corse | Ricezioni | Ricezioni | Ricezioni | Ricezioni |
| Anno     | Squadra        | Gare | Ten   | Yard  | Y/Ten | TD    | Ric       | Yard      | Y/R       | TD        |
| -------- | -------------- | ---- | ----- | ----- | ----- | ----- | --------- | --------- | --------- | --------- |
| 1995     | Denver Broncos | 14   | 237   | 1,117 | 4.7   | 7     | 49        | 367       | 7.5       | 1         |
| 1996     | Denver Broncos | 16   | 345   | 1,538 | 4.5   | 13    | 36        | 310       | 8.6       | 2         |
| 1997     | Denver Broncos | 15   | 369   | 1,750 | 4.7   | 15    | 42        | 287       | 6.8       | 0         |
| 1998     | Denver Broncos | 16   | 392   | 2,008 | 5.1   | 21    | 25        | 217       | 8.7       | 2         |
| 1999     | Denver Broncos | 4    | 67    | 211   | 3.1   | 2     | 3         | 26        | 8.7       | 0         |
| 2000     | Denver Broncos | 5    | 78    | 282   | 3.6   | 2     | 2         | 4         | 2.0       | 0         |
| 2001     | Denver Broncos | 8    | 167   | 701   | 4.2   | 0     | 12        | 69        | 5.8       | 0         |
| Carriera |                | 78   | 1,655 | 7,607 | 4.6   | 60    | 169       | 1,280     | 7.6       | 5         |

Playoff
| Stagione | Squadra        | Gare | Tent. | Yard | Media | TD |
| -------- | -------------- | ---- | ----- | ---- | ----- | -- |
| 1996     | Denver Broncos | 1    | 14    | 91   | 6,5   | 1  |
| 1997     | Denver Broncos | 4    | 112   | 581  | 5,2   | 8  |
| 1998     | Denver Broncos | 3    | 78    | 468  | 6,0   | 3  |
| Totale   |                | 8    | 204   | 1140 | 5,6   | 12 |